# Staples (Minnesota)
Pour la société américaine de distribution, voir Staples.
La ville américaine de Staples est située dans les comtés de Todd et Wadena, dans l’État du Minnesota. Lors du recensement de 2010, sa population s’élevait à 2 981 habitants.

## Géographie
La rivière Crow Wing coule à proximité de la ville.

## Source
- (en) Cet article est partiellement ou en totalité issu de l’article de Wikipédia en anglais intitulé « Staples, Minnesota » (voir la liste des auteurs).